# Sân vận động Iberostar
Iberostar (tên cũ là ONO) là một sân vận động ở thành phố Palma de Mallorca, đảo Balearic, Tây Ban Nha với sức chứa 23.143. Đây là sân nhà của câu lạc bộ RCD Mallorca - một câu lạc bộ đang tham gia giải vô địch bóng đá Tây Ban Nha (La Liga).
Sân Iberostar nằm trong khu công nghiệp Can Valero ở Palma, cách trung tâm thành phố 3 km.